# Christy Maalouf
Christy Tony Maalouf (in arabo كريستي توني معلوف‎?; Ghadir, 20 dicembre 2005) è una calciatrice libanese, attaccante dell'EFP e della nazionale libanese.

## Carriera

### Club
Maalouf iniziò la sua carriera al Jeita Country Club, prima di trasferirsi allo Zouk Mosbeh. Successivamente entrò a far parte dell'EFP.

### Nazionale

#### Giovanili
Maalouf giocò per il Libano U-15 al campionato Under-15 dell'Asia occidentale del 2019, vincendo il torneo come capocannoniere con nove gol in due partite. Vinse anche il campionato Under-18 dell'Asia occidentale del 2022 con il Libano U-18 come miglior calciatrice del torneo.

#### Nazionale maggiore
Il 24 agosto 2021, Maalouf esordì con la nazionale maggiore il 24 agosto 2021, da titolare nello 0-0 contro la Tunisia nella Coppa araba femminile 2021. Segnò il suo primo gol sei giorni dopo, nella vittoria per 5-1 contro il Sudan. Maalouf segnò tre gol in due partite amichevoli contro la Siria, il 12 e 14 agosto 2022, tra cui una doppietta nella seconda partita. Prese parte al campionato dell'Asia occidentale del 2022 e aiutò il Libano a vincere la medaglia d'argento segnando due volte contro Palestina e Siria.
Con il suo gol contro l'Indonesia nella vittoria per 5-0 al torneo preolimpico dell'AFC del 2024 l'8 aprile 2023, Maalouf raggiunse il record nazionale di sette gol di Sara Bakri. Superò il record il 18 luglio 2023 (all'età di 17 anni, 210 giorni) segnando un gol nella vittoria per 5-0 contro la Palestina. Il record fu battuto due mesi dopo, il 30 settembre, quando Lili Iskandar segnò il suo nono gol con la maglia libanese.